# Kim Yu-song
Kim Yu-song (kor. 김유성, * 24. Januar 1995 in Wŏnsan) ist ein nordkoreanischer Fußballspieler.

## Karriere

### Verein
Kim Yu-song spielte bis 31. Dezember 2013 beim nordkoreanischen 25. April SC. Der Verein aus Pjöngjang spielte in der ersten nordkoreanischen Liga, der DPR Korea Liga. Am 1. Januar 2014 wechselte er nach Europa. Hier unterschrieb er in einen Vertrag beim Schweizer Verein FC Zürich. Für den Verein aus Zürich spielte er für die U21-Mannschaft. Die U21 spielte in der dritten Schweizer Liga. Hier absolvierte er 22 Spiele und schoss dabei neun Tore. Am 1. Januar 2016 kehrte er in seine Heimat zurück. Hier schloss er sich seinem ehemaligen Verein 25. April SC an. Mit dem Verein feierte er 2017, 2018 und 2019 die Meisterschaft.

### Nationalmannschaft
Kim Yu-song spielt seit 2012 in der nordkoreanischen Nationalmannschaft. Sein Länderspieldebüt gab er am 29. Februar 2012 in einem WM-Qualifikationsspiel gegen Tadschikistan. Hier wurde er in der 78. Minute für Ri Chol-myong eingewechselt. Das Spiel endete 1:1.

## Erfolge
25. April SC
- DPR Korea Liga: 2017, 2018, 2019
- AFC Cup: 2019 (Finalist)
- Hwaebul Cup: 2016
- Man'gyŏngdae Prize: 2016, 2017
- Paektusan Prize: 2017

## Auszeichnungen
AFC Cup
- Torschützenkönig: 2017